# Taiwo Owatemi
Taiwo Owatemi (nascida em 1992) é uma política do Partido Trabalhista britânico. Ela foi eleita pela primeira vez como Membro do Parlamento (MP) por Coventry North West na eleição de 2019.

## Carreira política
Owatemi foi selecionada para um estágio parlamentar pela Social Mobility Foundation e ganhou experiência ao trabalhar no escritório de Westminster de Oliver Letwin. Ela desempenhou uma série de funções nos Jovens Fabianos e publicou sobre políticas de saúde. Ela também serviu como directora escoalr numa escola primária local desde 2016.
Ela foi escolhida como candidata trabalhista para Coventry North West depois de o titular Geoffrey Robinson se ter retirado. Ao contrário das previsões das pesquisas de opinião, o Partido Trabalhista manteve a cadeira, embora com uma maioria significativamente reduzida de 0,4%.